# Dolmen auf der Île Bono

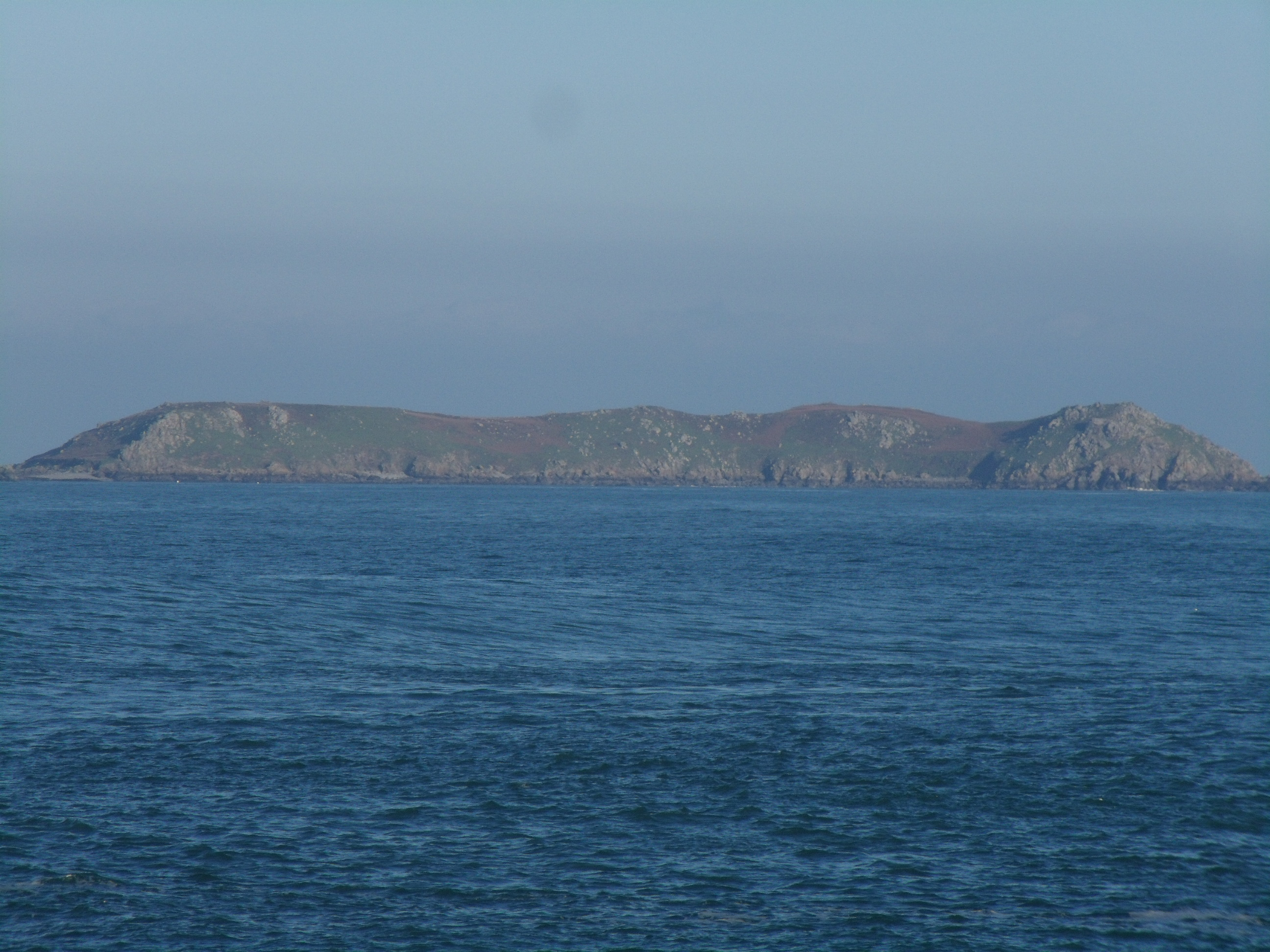
Île Bono

Der Dolmen auf der Île Bono liegt auf der Île Bono, der größten Insel der Inselgruppe Sept Îles (deutsch „sieben Inseln“ – bretonisch ar Jentilez); vor der Nordküste der Bretagne bei Perros-Guirec im Département Côtes-d’Armor in Frankreich. Dolmen ist in Frankreich der Oberbegriff für Megalithanlagen aller Art (siehe: Französische Nomenklatur).
Er ist nicht zu verwechseln mit dem Dolmen du Kernourz in Bono.
Der etwa 4200 v. Chr. entstandene Dolmen liegt auf dem höchsten Punkt im Südwesten der Insel. Der 1968 unter Schutz gestellte «Dolmen à galerie» besteht aus Granitgestein. Er hat die Form eines von 15 Platten gebildeten Kreises von etwa 4,0 m Durchmesser, ohne Decksteine bzw. Kraggewölbekuppel, mit nicht erhaltenem Gang.
Da die Inseln Naturschutzgebiet sind, ist der Dolmen nicht zu besichtigen.